# Пальчинцы (Тернопольская область)
Пальчинцы (укр. Пальчинці) — село в Скориковской сельской общине Тернопольского района Тернопольской области Украины.
До 2020 года входило в Подволочисский район.
Население по переписи 2001 года составляло 552 человека. Почтовый индекс — 47821. Телефонный код — 3543.